# Mark Taylor (drummer)
Mark Anthony Taylor (Londen, 7 november 1962) is een Amerikaanse jazzdrummer.

## Biografie
Taylor begon op 5-jarige leeftijd met drummen en speelde als tiener met Eddie Thompson en Al Cohn. Hij werkte al vroeg in zijn carrière met Kenny Barron, George Coleman, Johnny Griffin, Pharoah Sanders en Bobby Watson. Zijn andere associaties omvatten werk met Alan Barnes, Gordon Beck, Mike Carr, Geoff Castle, Alec Dankworth , John Dankworth, Kenny Drew jr., Chris Flory, Herb Geller, Dick Morrissey, Niels-Henning Orsted Pedersen, Pizza Express All Stars, Lew Tabackin en John Taylor.